# Semaeopus orbistigma
Semaeopus orbistigma är en fjärilsart som beskrevs av Louis Beethoven Prout 1917. Semaeopus orbistigma ingår i släktet Semaeopus och familjen mätare. Inga underarter finns listade i Catalogue of Life.